# Amatista (color)

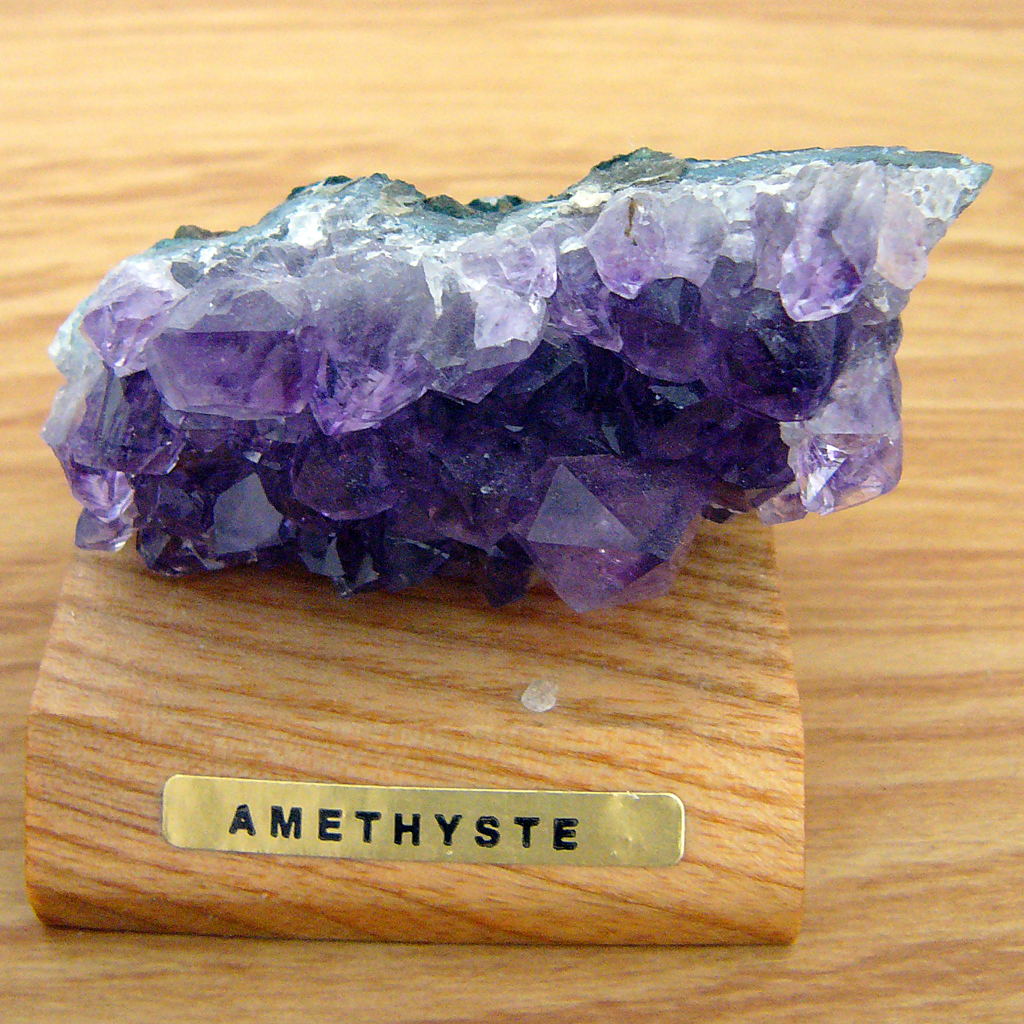
Trozo de geoda de amatista violeta

Amatista, violeta amatista o púrpura amatista es un color púrpura azulado semiclaro, de saturación moderada y de textura visual vítrea semitransparente y brillante, que corresponde específicamente a la coloración de la variedad violeta de amatista (cuarzo hialino coloreado por óxidos de hierro o de manganeso). En el recuadro de la derecha, arriba, se proporciona una muestra de este color.
Otros ejemplos:
| Nombre           | Muestra | Cod. Hex. | RGB | RGB | RGB | HSV  | HSV  | HSV  |
| ---------------- | ------- | --------- | --- | --- | --- | ---- | ---- | ---- |
| Amatista         |         | #918FC5   | 145 | 143 | 197 | 242° | 27 % | 77 % |
| Violeta amatista |         | #9A4EAE   | 154 | 78  | 174 | 288° | 55%  | 68%  |